# Edward German
Sir Edward German (Jones) (17. februar 1862 Witchurch, Shropshire, England – 11. november 1936 i London, England) var en engelsk komponist og musiker.
German Studerede klaver og orgel som barn, og spillede violin i amatørorkestre.
Som 18 årig blev han optaget på Royal Academy of Music i London.
Germans oprindelige efternavn var Jones, men han skiftede navn, da han ikke ville blive forvekslet med en anden elev på akademiet, som bar samme navn som ham.
Han er bedst kendt for sin musik til scenen, såsom Richard den III, og Henry den VII. Han har også komponeret 2 symfonier, orkesterværker, operaer, klaverværker og violinværker.

## Udvalgte værker
- Symfoni nr. 1 (i E-mol) (1887) - for orkester
- Symfoni nr. 2 "Norwich" (i A-mol) (1893) - for orkester
- Symfonisk suite "Leeds" (i D-mol) (1895) - for orkester
- "Hamlet" (Symfonisk digtning) (1897) – for orkester
- Walisisk rapsodi (1904) – for orkester
- "Bolero" (1883) – for orkester
- "Kroningsmarts og salme (1911) – for orkester
- "De irske vagter" (1918) – for orkester
- "Richard III" (1889) – for scenen
- "Henry VII" (1892) – for scenen
- "Fristeren" (1893) – for scenen
- "Romeo og Julie" (1895) – for scenen
- "Engelske Nell" (1900) – for scenen
- "Yndefuld dans" (1891) - for klaver
- "Polsk dans" (1891) - for klaver
- "Nattesang" (1882) - for violin
- "Kærlighedssang" (1883) - for violin
- "De to poeter" (1886) - opera
- "Tom Jones" (1907) – opera